# Virus de la peste de pequeños rumiantes
El virus de la peste de los pequeños rumiantes es un virus ARN que pertenece a la familia Paramyxoviridae, género Morbillivirus. Provoca una enfermedad infecciosa en ovejas y cabras,  que cursa con fiebre, diarrea, neumonía y úlceras en la boca, pudiendo causar la muerte de estos animales. No afecta a la especie humana. Este virus pertenece al mismo género que el virus del moquillo, el morbillivirus de cetáceo y el virus del sarampión.

## Historia
La primera descripción de la enfermedad se realizó en el año 1942, en cabras y ovejas del oeste de África. El primer aislamiento se realizó en la India en 1987.

## Distribución
La enfermedad está presente en la mitad norte de África, desde el ecuador hasta Marruecos. También en los países de Oriente Medio, el suroeste de Ásia, India y China.

## Mecanismo de transmisión
Los animales eliminan el virus a través de las secreciones nasales y oculares, también en orina, heces y a través de la leche. El contagio se produce por contacto cercano. Se cree que la inhalación de partículas infecciosas juega un importante papel en la propagación del mal. La transmisión a través de objetos sería posible, pero el virus no resiste periodos prolongados fuera de un organismo vivo, por lo que no sobrevive más de cuatro días en comederos u otros objetos.

## Especies afectadas
Aunque las especies principales son cabras y ovejas domésticas, puede afectar también a diversos ungulados salvajes. Se ha confirmado en las siguientes especies: gacela Dorcas, gacela de Thomson, búfalo de la India, y ciervos en Arabia Saudí.

## Tratamiento y prevención
Se ha desarrollado una vacuna preventiva. En caso de que se produzca un brote, las medidas recomendadas consisten en el sacrificio de los animales afectados y el control del desplazamiento de animales vivos para evitar que la enfermedad se extienda a otras áreas.
En la conferencia internacional del 31 de marzo al 2 de abril de 2015 en Abiyán, Costa de Marfil, conjunta de la Organización Mundial de Sanidad Animal (OIE) y la Organización de las Naciones Unidas para la Alimentación y la Agricultura (FAO) se presentó la Estrategia mundial para el control y la erradicación la peste de los pequeños rumiantes (PPR).
A partir de la experiencia adquirida en la erradicación de la Peste bovina y la existencia de herramientas como son las pruebas diagnósticas específicas y vacunas eficaces, se plantean las actuaciones para que estén disponibles para los distintos países, junto con un marco jurídico adecuado y compromiso de los participantes, en un plan con cuatro etapas y horizonte temporal de 15 años:
Etapa 1: Evaluación de la situación epidemiológica.
Etapa 2: Control, con vacunación como sistema de prevención.
Etapa 3: Erradicación.
Etapa 4: Post-erradicación hasta conseguir el reconocimiento del estatus de país libre de la enfermedad